# マリオ・ロペス
マリオ・ロペス（Mario Lopez、1973年10月10日 - ）は、アメリカ合衆国の俳優。

## 出演作品
- クローザー ファイナル・シーズン
- ダンス・レボリューション2
- 私はラブ・リーガル3
- NIP/TUCK ハリウッド整形外科医 シーズン6（マイク）
- ゼウス クリスマスを守った犬
- NIP/TUCK マイアミ整形外科医 シーズン4（マイク）
- ハリウッド動物スター大集合!
- 鬼教師ミスター・グリフィン
- スリラー
- パニック・ウェディング
- アシュリー・ガルシア 〜恋する天才少女〜 The Expanding Universe of Ashley Garcia (2020-)